# Pleurodema tucumana
Pleurodema tucumana és una espècie de granota que viu a l'Argentina.